# Colette Camil
Pour les articles homonymes, voir Camil.
Colette Camil, née à Paris en 1945, est une illustratrice française pour la jeunesse.

## Biographie
Après un bac littéraire, elle étudie à l'École supérieure d'arts graphiques Penninghen et reçoit un diplôme de « graphiste concepteur ».
Colette Camil a surtout illustré des récits pour Les Belles Histoires de Pomme d'Api (Helen, la petite fille du silence et de la nuit, une biographie d'Helen Keller par Anne Marchon) et des bandes dessinées pour Pomme d'Api (des histoires de lutins). Elle illustre entre autres pour Les Belles Histoires… la série La Famille Cochon de Marie-Agnès Gaudrat, et la série Petit Castor de Diane Barbara. Elle a participé au magazine Youpi. Elle a collaboré avec Pascale de Bourgoing sur les saisons : Bonjour l'automne, Bonjour l'été, Bonjour l'hiver chez Calligram (2004).
Son style se signale par des visages ronds aux traits fins et des couleurs pastels.